# Данвилл (Виргиния)
Данвилл (англ. Danville) — независимый город (то есть не входящий в состав какого-либо округа) в штате Виргиния (США). Название означает «город на реке Дан».

## История
В 1728 году в этих местах останавливался английский колонист Вильям Бёрд во время своей экспедиции по установлению границы между колониями Виргиния и Северная Каролина. Он был восхищён этими местами, а местную речку назвал «Дан» в честь древнего библейского города.
В конце XVIII века в этих местах возникла деревушка Вайнс-Фоллс (Wynne’s Falls), названная так по имени своего первого поселенца; здесь собирались ветераны Войны за независимость, чтобы вместе ловить рыбу и вспоминать старые добрые времена. В 1793 году Генеральная Ассамблея штата Виргиния разрешила построить в этих местах склад для табака, что дало старт развитию крупнейшего табачного рынка штата. 23 ноября 1793 года деревня Вайнс-Фоллс была официально переименована в Данвилл. 17 февраля 1830 года Данвилл официально стал городом, однако он к тому времени уже выплеснулся за отведённые для него границы, что потребовало принятия Генеральной Ассамблеей в 1833 году нового документа.
К моменту начала гражданской войны в Данвилле проживало около 5 тысяч человек. Во время войны он стал одним из важных центров конфедератов, а на базе шести складов табачной продукции был создан концентрационный лагерь для пленных северян. В конце войны город на несколько дней стал местом пребывания правительства КША, находившийся здесь с 3 по 10 апреля 1865 года президент Джефферсон Дэвис именно здесь написал свою последнюю президентскую прокламацию.
Наличие водопада позволило развивать индустрию, основанную на силе падающей воды. 22 июля 1882 года шестеро граждан Данвилла основали «Riverside Cotton Mills» — текстильную фабрику с крупнейшей в мире текстильной машиной.
Произошедший в XX веке переезд индустрии в регионы с более дешёвой рабочей силой привёл к закрытию в Данвилле предприятий табачной и текстильной промышленности, в результате чего город лишился экономической базы для своего развития.

## Знаменитые уроженцы
- Роберт Адамс (1933—1990) — писатель
- Нэнси Астор (1879—1964) — первая женщина, ставшая депутатом британского парламента
- Тереза Льюис (1969—2010) — убийца
- Джонни Ньюмен (р.1963) — баскетболист